# Rio Dobra (Arieș)
O Rio Dobra é um rio da Romênia, afluente do Arieş, localizado no distrito de Alba.